# Aéroport de Gwangju
L'aéroport de Gwangju (Hangeul: 광주공항, Hanja: 光州空港, romanisation révisée du coréen: Gwangju Gonghang, McCune-Reischauer: Kwangju Konghang) (code IATA : KWJ • code OACI : RKJJ) est un aéroport dans la ville de Gwangju, Corée du Sud et est géré par la Société des Aéroports de Corée. En 2014, 1470096 passagers ont utilisé l'aéroport. Cet aéroport est prévu pour fermer lors de l'ouverture de l'aéroport international de Muan.

## Situation
| \| 50 km1:8 448 000 \| Cheongju Daegu Busan · Gimhae Séoul · Gimpo Gunsan Gwangju Séoul · Incheon Jeju Muan Pohang Sachéon Ulsan Wonju Yangyang Yeosu |
| 50 km1:8 448 000 |

## Statistiques
Pour des raisons techniques, il est temporairement impossible d'afficher le graphique qui aurait dû être présenté ici.

Voir la requête brute et les sources sur Wikidata.

## Compagnies aériennes et destinations
| Compagnies      | Destinations      |
| --------------- | ----------------- |
| Asiana Airlines | Jeju, Séoul-Gimpo |
| Jeju Air        | Jeju              |
| Jin Air         | Jeju, Séoul-Gimpo |
| Korean Air      | Jeju              |
| T'way Air       | Jeju              |

Édité le 28/12/2020

## Emplacement
Situé à 11 km à l'ouest du centre-ville de Gwangju, Gwangju International de l'Aéroport dispose de deux terminaux pour les passagers et de fret, une piste, un taxi s'arrête, et l'aire de stationnement pouvant accueillir environ 820 véhicules.

### Métro
- La ligne 1 du métro dessert une station à l'aéroport

### Omnibus
- Nº Songjeong 97 : Aéroport ↔ Gare de Gwangju Songjeong ↔ Daesan ↔ Chilseong ↔ Gwangam
- Nº Seonun 101 : Aéroport ↔ Songjeong Park Station ↔ Gwangsan Police Station ↔ Honam Université Gwangsan Campus
- Nº 1000(suspendu jusqu'à 30e juin 2019) : Aéroport ↔ Gare de Gwangju Songjeong ↔ Kim Daejung Centre de Convention ↔ Hôtel de Ville ↔ U Square(Gwangju Gare routière) ↔ Geumnam-ro ↔ Chosun Université ↔ Gwangju Court ↔ Jisan Yuwonji
- Nº 1160(Naju) : Aéroport ↔ Naju ↔ Yeongsanpo Gare routière